# Escala de Guttman
Na análise de observações multivariadas destinadas a avaliar sujeitos em relação a um atributo, uma escala Guttman (em homenagem a Louis Guttman) é uma escala ordinal única (unidimensional) para a avaliação do atributo, a partir da qual as observações originais podem ser reproduzidas. A descoberta de uma escala Guttman em dados depende da sua distribuição multivariada em conformidade com uma estrutura particular (veja abaixo). Assim, uma escala de Guttman é uma hipótese sobre a estrutura dos dados, formulada em relação a um atributo especificado e uma população especificada e não pode ser construída para qualquer conjunto de observações. A escala Guttman não se limita a variáveis dicotômicas e não determina necessariamente uma ordem entre as variáveis. Mas se as variáveis são todas dicotômicas, as variáveis são de fato ordenadas por sua sensibilidade no registro do atributo avaliado, conforme ilustrado pelo Exemplo 1.

## Modelo determinístico
Exemplo 1: Variáveis dicotômicas
Uma escala de Guttman pode ser hipotetizada para as seguintes cinco questões que dizem respeito ao atributo "aceitação do contato social com imigrantes" (baseado na escala de distância social de Bogardus), apresentado a uma população adequada:
1. Você aceitaria imigrantes como residentes em seu país? (Não=0; Sim=1)
2. Você aceitaria imigrantes como residentes em sua cidade? (Não=0; Sim=1)
3. Você aceitaria imigrantes como residentes em seu bairro? (Não=0; Sim=1)
4. Você aceitaria imigrantes como vizinhos? (Não=0; Sim=1)
5. Você aceitaria um imigrante como cônjuge de seu filho? (Não=0; Sim=1)

Uma resposta positiva de um determinado entrevistado a qualquer pergunta nesta lista sugere respostas positivas desse entrevistado a todas as perguntas anteriores nesta lista. Portanto, pode-se esperar obter apenas as respostas listadas na parte sombreada (colunas 1-5) da Tabela 1.

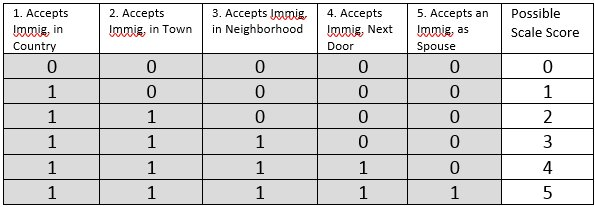

Cada linha na parte sombreada da Tabela 1 (colunas 1-5) é o perfil de resposta de qualquer número (≥ 0) de respondentes. Cada perfil nesta tabela indica a aceitação de imigrantes em todos os sentidos indicados pelo perfil anterior, mais um sentido adicional em que os imigrantes são aceitos. Se, em um grande número de observações, forem observados apenas os perfis listados na Tabela 1, então a hipótese da escala de Guttman é apoiada, e os valores da escala (última coluna da Tabela 1) possuem as seguintes propriedades:
1. Avaliam a força do atributo “aceitação do contato social com imigrantes”;
2. Eles reproduzem as observações originais. (Por exemplo, a pontuação 2 na escala de um respondente implica que esse respondente respondeu positivamente às perguntas 1 e 2 e negativamente às perguntas 3, 4 e 5).

A escala de Guttman, se apoiada por dados, é útil para avaliar com eficiência os sujeitos (entrevistados, testados ou qualquer coleção de objetos investigados) em uma escala unidimensional em relação ao atributo especificado. Normalmente, as escalas de Guttman são encontradas em relação a atributos que são estritamente definidos.
Enquanto outras técnicas de escala (por exemplo, escala Likert) produzem uma escala única somando as pontuações dos respondentes – um procedimento que presume, muitas vezes sem justificativa, que todas as variáveis observadas têm pesos iguais – a escala Guttman evita ponderar as variáveis observadas.

## Reprodutibilidade
Na prática, escalas Guttman perfeitas ("determinísticas") são raras, mas aproximadas foram encontradas em populações específicas com relação a atributos como práticas religiosas, domínios de conhecimento estreitamente definidos, habilidades específicas e posse de eletrodomésticos. Quando os dados não estão em conformidade com uma escala de Guttman, eles podem representar uma escala de Guttman com ruído (e tratados estocasticamente), ou podem ter uma estrutura mais complexa exigindo escalas múltiplas para identificar as escalas intrínsecas a eles.
A extensão em que um conjunto de dados está em conformidade com uma escala de Guttman pode ser estimada a partir do coeficiente de reprodutibilidade do qual existem algumas versões, dependendo de suposições e limitações estatísticas. A definição original de Guttman do coeficiente de reprodutibilidade, CR, é simplesmente 1 menos a razão entre o número de erros e o número de entradas no conjunto de dados. E, para garantir que haja uma gama de respostas (não é o caso se todos os respondentes endossaram apenas um item), o coeficiente de escalabilidade é usado.
Na escala de Guttman encontra-se o início da teoria da resposta ao item que, em contraste com a teoria clássica dos testes, reconhece que os itens dos questionários não têm todos o mesmo nível de dificuldade. Modelos não determinísticos (isto é, estocásticos) foram desenvolvidos, como a escala Mokken e o modelo Rasch. A escala de Guttman foi generalizada para a teoria e procedimentos de "escala múltipla" que identifica o número mínimo de escalas necessárias para uma reprodutibilidade satisfatória.

## Escala Guttman em variáveis qualitativas
A definição original de escala de Guttman permite também a análise exploratória de escala de variáveis qualitativas (variáveis nominais, ou variáveis ordinais que não necessariamente pertencem a um atributo comum pré-especificado). Esta definição de escala de Guttman baseia-se na definição anterior de uma função simples.